# Hydrograf (Schiff, 1985)
Die Hydrograf ist ein Vermessungsschiff des norwegischen Statens Kartverk.

## Geschichte
Das Schiff wurde unter der Baunummer 50 auf der Werft Sigbjørn Iversen in Flekkefjord für das Kystdirektoratet gebaut. Das als Skomvær in Dienst gestellte Schiff wurde zunächst als Seezeichenschiff und Leuchtturmtender genutzt. 1996 wurde es auf der Bauwerft für die Nutzung durch Statens Kystverk zum Vermessungsschiff umgebaut. Neuer Name des Schiffes wurde Hydrograf. Seit Anfang 2022 wird das Schiff vom norwegischen Meeresforschungsinstitut Havforskningsinstituttet bereedert. Es wird hauptsächlich durch die norwegische Behörde Kartverket für Vermessungsarbeiten genutzt. Ein Teil der Fahrzeit des Schiffes steht dem Havforskningsinstituttet zur Verfügung.

## Technische Daten und Ausstattung
Das Schiff wird von einem Bergen-Engines-Dieselmotor des Typs KRM-6 mit 1350 PS Leistung angetrieben. Für die Stromerzeugung stehen zwei von Caterpillar-Dieselmotoren des Typs C7.1 mit jeweils 100 kW Leistung angetriebene Generatoren zur Verfügung.
Die Decksaufbauten befinden sich in der hinteren Hälfte des Schiffes. Vor den Decksaufbauten befindet sich ein offenes Arbeitsdeck. Hier ist ein Kran installiert, der bis zu 15 t heben kann. Mit dem Kran können Geräte und Materialien bewegt werden. Auf dem Arbeitsdeck können auch Beiboote mitgeführt werden, die unter anderem für Vermessungsarbeiten in Seegebieten eingesetzt werden, in denen die Hydrograf nicht operieren kann.
An Bord stehen dreizehn Einzelkabinen zur Verfügung. Die Besatzungsstärke besteht üblicherweise aus acht Personen.